# Éclipse solaire du 16 février 1999
L'éclipse solaire du 16 février 1999 est une éclipse solaire annulaire. Elle fut l'ultime éclipse annulaire du XXe siècle et du millénaire dernier.

## Parcours

Carte animée de l'éclipse.

Son parcours a commencé presque à la même longitude que le cap de Bonne-Espérance, mais à environ mille kilomètres au sud. Elle a traversé tout le sud de l'océan Indien ainsi que le désert australien, et a fini sa course au large de la côte nord-ouest de l'Australie, aux alentours de la grande barrière de corail.
La phase annulaire de cette éclipse était très courte (40 s au maximum), le disque lunaire couvrait presque entièrement le disque solaire, l'anneau était très fin (magnitude : 0,9928). La pointe du cône d'ombre de la Lune n'était pas loin de la surface terrestre lors de son survol.
→ Cette éclipse fait partie d'une série (saros solaire 140) dont les éclipses ont changé de nature, de totales à annulaires, de la deuxième moitié du XIXe siècle au début du XXe siècle.

## À noter
De par les zones traversées tout au long de son parcours (essentiellement marines et désertiques) et de l'étroitesse de la bande d'annularité, cette éclipse a eu bien peu d'observateurs, contrairement à l'éclipse suivante, celle du 11 août suivant. Néanmoins, de nombreux chasseurs d'éclipses se sont déplacés pour l'observer, principalement à Geraldton sur la côte occidentale australienne.